# Rex Hedrick
Pour les articles homonymes, voir Hedrick.
Rex Hedrick, né le 1er novembre 1988 à Melbourne, est un joueur professionnel de squash représentant l'Australie. Il atteint en septembre 2018 la 48e place mondiale sur le circuit international, son meilleur classement. Il est champion d'Australie en 2018, 2021 et 2022.

## Palmarès

### Titres
- Australian Open : 2018
- Championnats d'Australie : 3 titres (2018, 2021, 2022)